# Mecé
Mecé (auf Gallo Meczaé, auf Bretonisch Mezieg) ist eine französische Gemeinde mit 613 Einwohnern (Stand: 1. Januar 2022) im Département Ille-et-Vilaine in der Region Bretagne. Sie gehört zum Arrondissement Fougères-Vitré und zum Kanton Vitré. Die Bewohner nennen sich Mécéen.

## Lage
Die Gemeinde Mecé liegt 17 Kilometer nordwestlich von Vitré und 30 Kilometer nordöstlich von Rennes. Der Fluss Veuvre markiert die südwestliche Grenze von Mezé. Sie grenzt im Norden an Combourtillé, im Nordosten an Montreuil-des-Landes, im Osten an Saint-Christophe-des-Bois, im Süden an Val-d’Izé, im Westen an Livré-sur-Changeon sowie im Nordwesten an Saint-Aubin-du-Cormier (Berührungspunkt) und Rives-du-Couesnon.

## Ortsname
Frühere bekannte Ortsnamen waren Metiaco (1104 und 1143), Mecei, Meceium (1116), Meceum (1157) und Meceyum (1516).

## Bevölkerungsentwicklung
| Jahr                       | 1962 | 1968 | 1975 | 1982 | 1990 | 1999 | 2010 | 2020 |
| Einwohner                  | 649  | 581  | 487  | 446  | 394  | 468  | 570  | 606  |
| Quellen: Cassini und INSEE |      |      |      |      |      |      |      |      |

## Sehenswürdigkeiten
- Kirche L’Immaculée-Conception (Unbefleckte Empfängnis)
- Kapelle Notre-Dame-de-Vertu
- Gefallenendenkmal

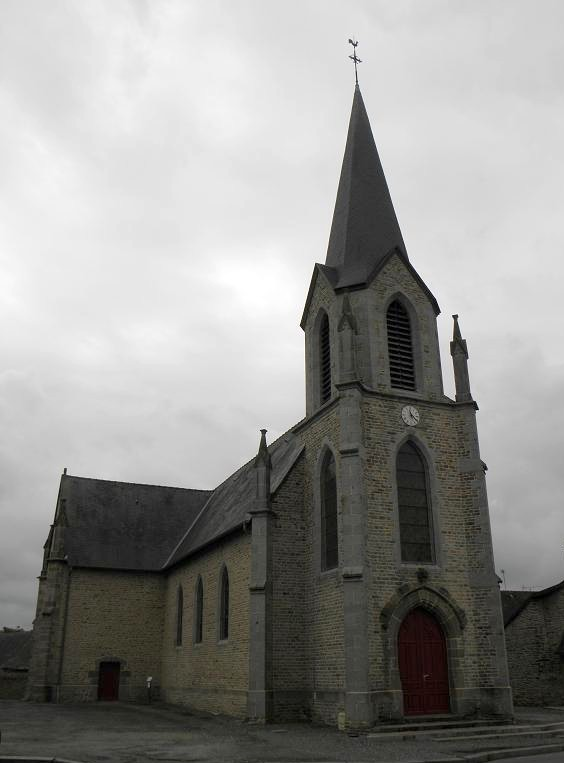
Kirche der Unbefleckten Empfängnis
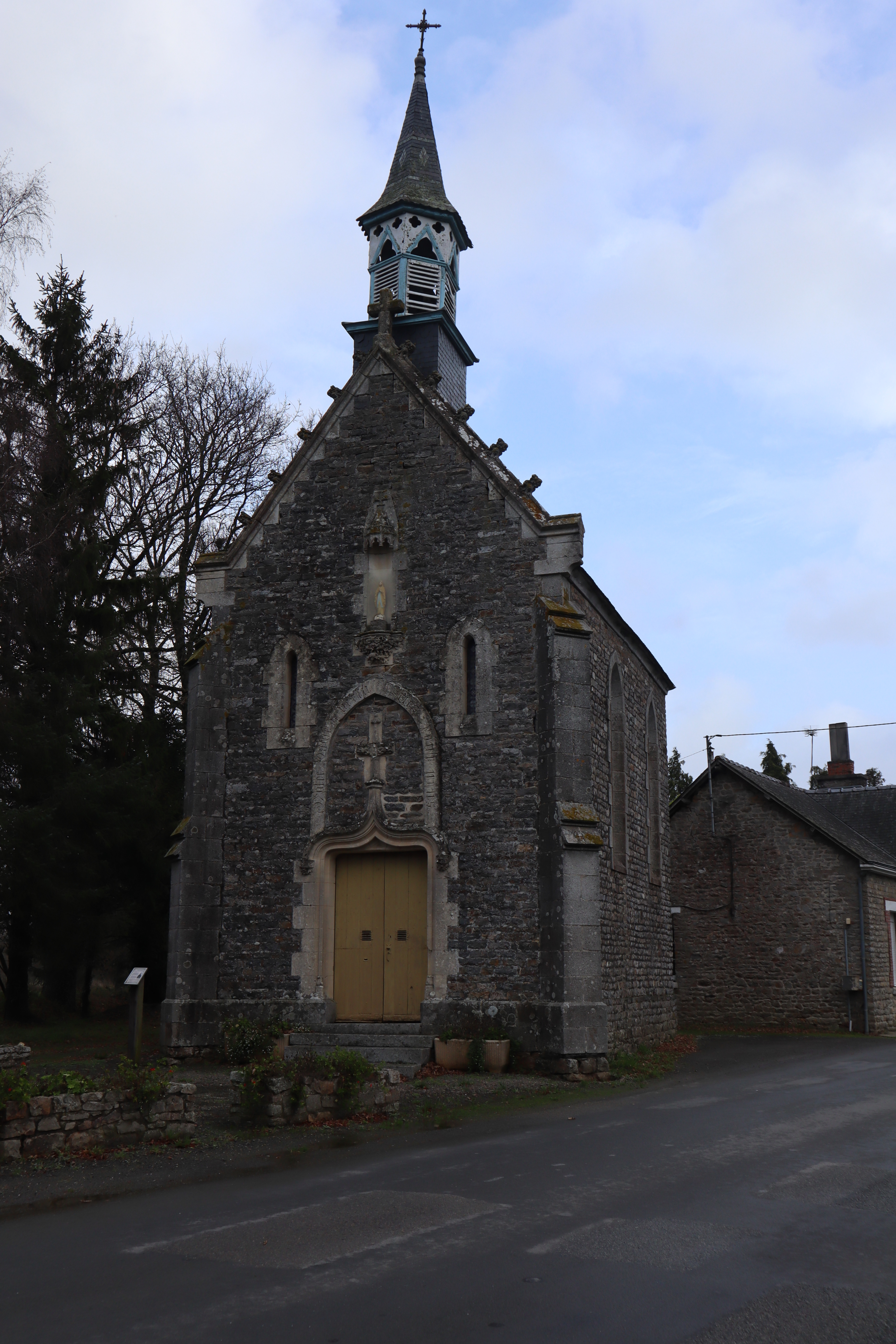
Kapelle Notre-Dame-de-Vertu
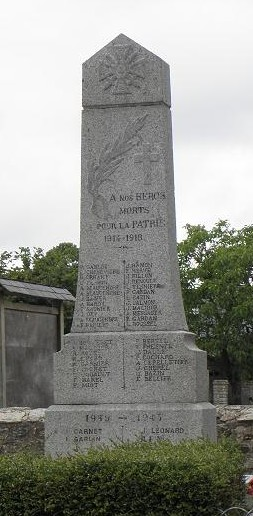
Gefallenendenkmal